# Kleine Vughterstroom
De Kleine Vughterstroom is een beek in de binnenstad van 's-Hertogenbosch. De Kleine Vughgterstroom is een verlenging van het Hellegat, wat weer een aftakking is van de Verwersstroom en daarmee een onderdeel van de Binnendieze.
De Kleine Vughterstroom ontstaat bij de Synagoge aan de Prins Bernhardstraat en stroomt dan richting de Vughterstroom. Tot aan de restauratie in 1996 was de stroom overkluisd. Hierna kreeg deze stroom een meer open karakter.